# Władysław Ostrowski (malarz)

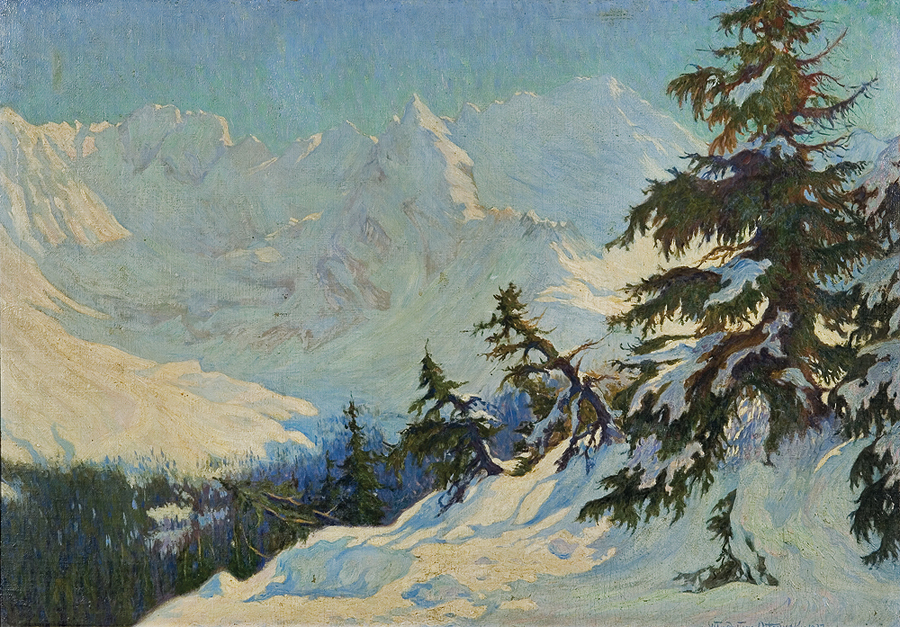
Tatry zimą 1927

Władysław Ostrowski (ur. 1878 w Warszawie, zm. 1942 w Grodzisku Mazowieckim) – polski malarz.
Sztuki malarskiej uczył się w znanej warszawskiej Klasie Rysunkowej Wojciecha Gersona. Później, w latach 1895–1901 studiował w Akademii Sztuk Pięknych w Krakowie – był uczniem Floriana Cynka, Jacka Malczewskiego, Teodora Axentowicza i Leona Wyczółkowskiego – w Monachium i w Académie Julian w Paryżu.
W czasie studiów początkowo malował obrazy batalistyczne, później – głównie  pejzaże (najczęściej tatrzańskie) i portrety. Dzieła wystawił po raz pierwszy w roku 1902 w Towarzystwie Przyjaciół Sztuk Pięknych w Krakowie (TPSP). W następnych latach odbyły się wystawy w warszawskim Salonie Krywulta (1905) i w Towarzystwie Zachęty Sztuk Pięknych (TZSP, 1904–1926) oraz w TPSP we Lwowie (1934).
Obrazy Władysława Ostrowskiego znajdują się w zbiorach Muzeum Narodowego w Warszawie, Muzeum Narodowego w Poznaniu i w innych kolekcjach.
Zmarł w Grodzisku Mazowieckim w 1942 roku, pochowany został na miejscowym cmentarzu parafialnym.